# Derek Whitmore
Derek Robert Whitmore (* 17. Dezember 1984 in Rochester, New York) ist ein ehemaliger US-amerikanischer Eishockeyspieler, der im Verlauf seiner aktiven Karriere zwischen 2002 und 2018 unter anderem annähernd 400 Spiele in der American Hockey League (AHL) auf der Position des linken Flügelstürmers bestritten hat. Darüber hinaus absolvierte Whitmore über 100 weitere Partien für die Augsburger Panther, Iserlohn Roosters und Straubing Tigers in der Deutschen Eishockey Liga (DEL) sowie zwei Begegnungen für die Buffalo Sabres in der National Hockey League (NHL).

## Karriere

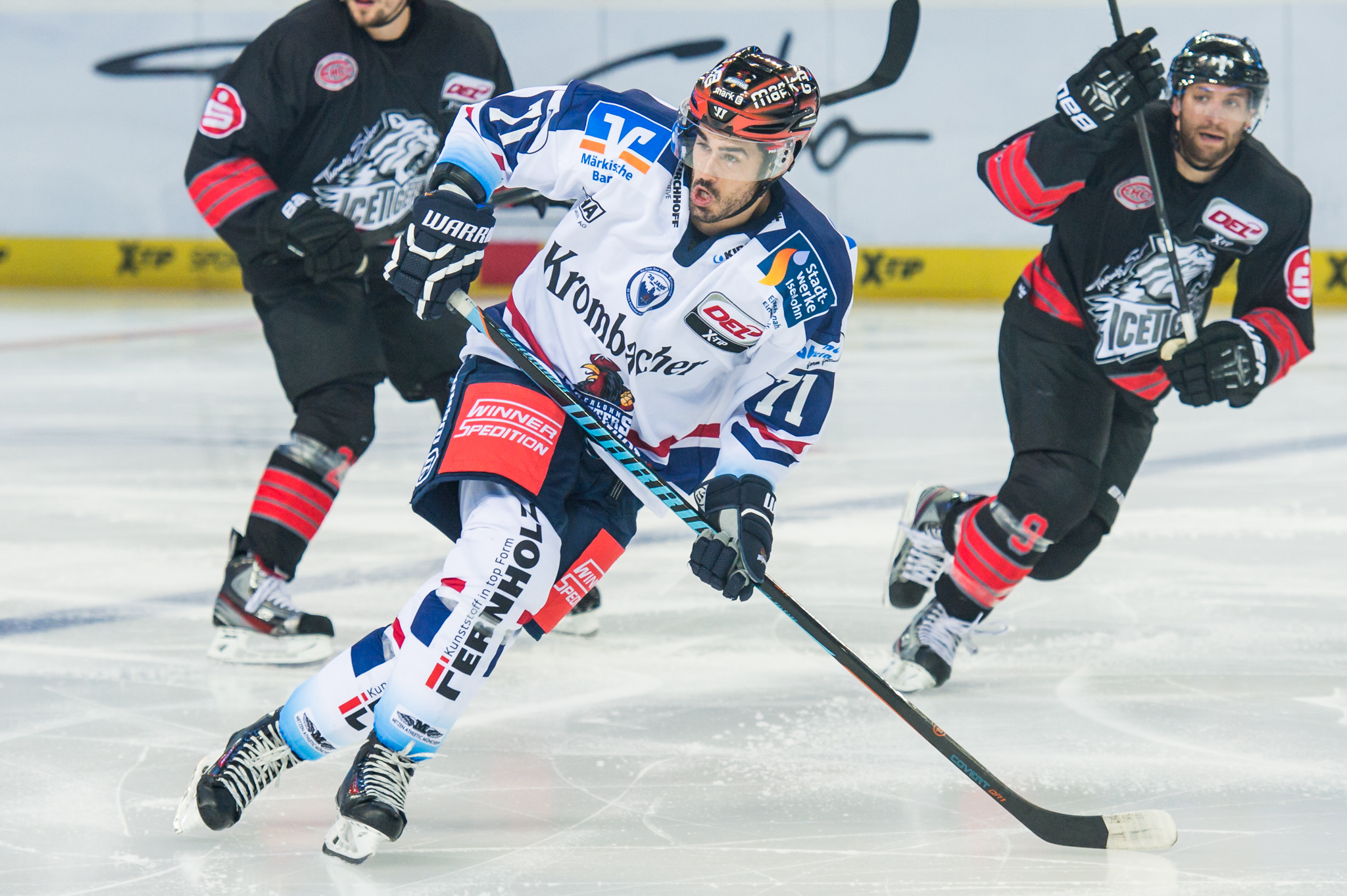
Whitmore im Trikot der Iserlohn Roosters (2014)

Nach diversen Stationen in Juniorenligen schloss sich Whitmore der Universitätsmannschaft der Bowling Green State University an, wo er vier Saisons in der Central Collegiate Hockey Association (CCHA) spielte. Im März 2008 unterschrieb der US-Amerikaner seinen ersten Profivertrag bei den Buffalo Sabres aus der National Hockey League (NHL). Dort kam der Stürmer überwiegend in der American Hockey League (AHL) zum Einsatz, bei den Portland Pirates und in seiner Heimatstadt bei den Rochester Americans. Am 20. Dezember 2011 debütierte Whitmore in der NHL bei einem Spiel der Buffalo Sabres gegen die Ottawa Senators. Insgesamt absolvierte der US-Amerikaner zwei NHL-Spiele.
Zu Beginn der Saison 2012/13 schloss der Stürmer einen Probevertrag mit den St. John’s IceCaps, dem Farmteam der Winnipeg Jets, ab. Dort kam er allerdings in sechs Wochen nur zu sieben Einsätzen. Folglich wurde sein Kontrakt aufgelöst. Für den Rest der Spielzeit unterzeichnete Whitmore einen Vertrag bei den Augsburger Panthern aus der Deutschen Eishockey Liga (DEL). Fünf Tage nach seinem letzten Spiel für die IceCaps debütierte der Stürmer für die Panther und bereitete beim Auswärtsspiel gegen die Straubing Tigers zwei Tore vor. Auch in den restlichen Spielen der Saison überzeugte Whitmore, so dass sein Vertrag bis 2014 verlängert wurde. Im Juli 2013 machte der Stürmer jedoch von einer vertraglich vereinbarten Ausstiegsklausel für ein Engagement in Nordamerika gebrauch und schloss sich den Hershey Bears aus der AHL an. Von März 2014 bis Saisonende wurde der Linksschütze schließlich innerhalb der Liga an die Adirondack Phantoms ausgeliehen.
Im Sommer 2014 entschied sich Whitmore abermals für ein Engagement in Europa und wechselte erneut in die DEL, wo er in der Saison 2014/15 für die Iserlohn Roosters auflief und mit 16 Toren und fünf Assists zum Einzug ins Viertelfinale der Playoffs beitrug, wo man aber am späteren Vizeweltmeister ERC Ingolstadt scheiterte. In der Saison 2015/16 stand der US-Amerikaner für den österreichischen Klub Vienna Capitals in der Erste Bank Eishockey Liga (EBEL) auf dem Eis, kehrte aber nach einem Jahr wieder in die DEL zurück, als er einen Einjahresvertrag bei den Straubing Tigers unterschrieb.
Nach der Saison 2017/18, die er bei den Reading Royals in der ECHL verbracht hatte, beendete der 33-Jährige seine Karriere. Seitdem ist er – mit Ausnahme eines kurzen Gastspiels bei den Iowa Heartlanders und Maine Mariners in der ECHL – als Trainer im College- und Juniorenbereich in den Vereinigten Staaten tätig.

## Erfolge und Auszeichnungen
- 2008 CCHA Second All-Star Team

## Karrierestatistik

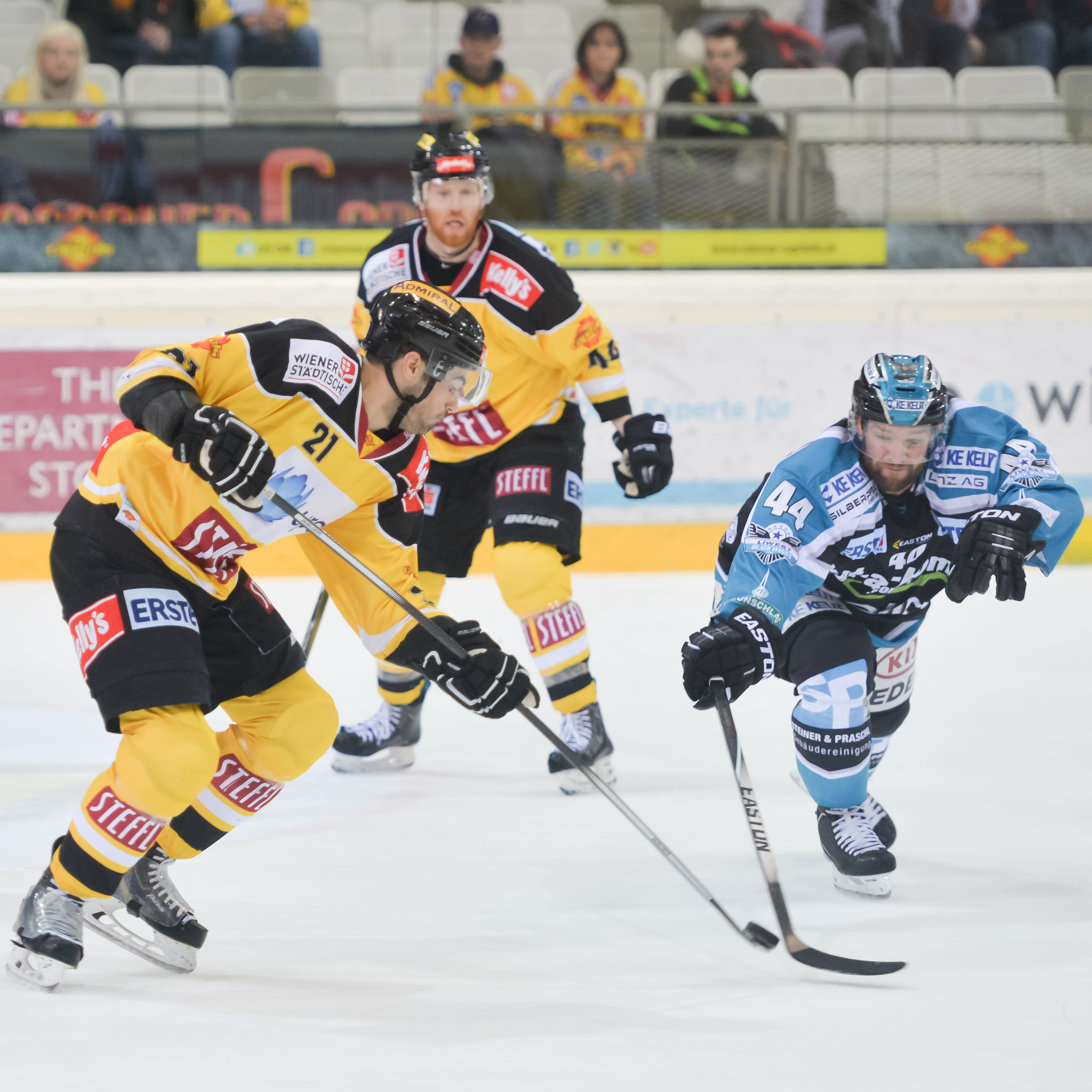
Whitmore (links) als Spieler der Vienna Capitals (2016)

(Legende zur Spielerstatistik: Sp oder GP = absolvierte Spiele; T oder G = erzielte Tore; V oder A = erzielte Assists; Pkt oder Pts = erzielte Scorerpunkte; SM oder PIM = erhaltene Strafminuten; +/− = Plus/Minus-Bilanz; PP = erzielte Überzahltore; SH = erzielte Unterzahltore; GW = erzielte Siegtore; 1 Play-downs/Relegation; Kursiv: Statistik nicht vollständig)